# テン・エイティ シルバーストーム
『テン・エイティ シルバーストーム』（1080° Avalanche）は、2004年1月22日に任天堂より発売されたスポーツゲームである。アメリカでは2003年12月1日、ヨーロッパでは2003年11月28日に発売。

## 概要
『テン・エイティ スノーボーディング』の続編。スノーボードで雪山を滑り、ライバルを相手にレースを行ったり、トリックを成功させると入手できるスコアで競ったりする。コースは全て新しくなり、場合によっては雪崩が発生し、緊迫感ある滑走を楽しむことができる。トリックの操作コマンドも一新された。
前作はLamarのスノーボードが登場したが、今作は実在メーカーのボードは登場しない。前作から引き続き登場するキャラクターが3人おり、その3人は『ウェーブレース ブルーストーム』にも登場した。
ゲーム中の音楽は版権曲も数曲含まれており、同ジャンルの『SSX3』にも採用されたFinger Elevenの『Good Times』などが収録されている。
ニンテンドー ゲームキューブの家庭内LAN対戦機能に対応しているため、ブロードバンドアダプタを使用することで、最大4台までのゲームキューブで2～4人のLAN内通信プレイが楽しめる。
正式タイトルは片仮名で『テン・エイティ シルバーストーム』と表記するが、ゲームロゴには数字で表記した「1080°」が使われているため、片仮名ではなく「1080°」と表す場合も多い。なお海外では『1080° Avalanche』のタイトルで発売されている。

## システム

### モード
マッチレース
CPUと1対1でレースをするモード。ノーマル・ハード・エキスパート・エクストリームの4段階のレベルがある。レースに負けたりリアイアしたりするとリフトチケット（残機）が減り、全て無くなるとゲームオーバー。
スラローム
スノーボード競技のスラロームに該当する。コース上に配置されたゲートとチェックポイントを通過しながらゴールまで滑走し、ハイスコアを目指すモード。通過ゲート数とゴール時の残り時間の多さでスコアが算出される。各コースには最初からハイスコアが設定されており、このスコアを上回る記録を出すと、とある隠し要素がオープンされる。
トリックアタック
スノーボード競技のフリースタイルに該当する。トリックを決めてハイスコアを目指すモード。このモードで選択できるコースは3つのみ。
タイムアタック
1人でコースを滑走し、より早くゴールを目指すモード。また、このモード時のみコース上に「コインのかけら」が5つ配置され、5つ集めることでコインを入手することができる。コインを一定数入手すると、とある隠し要素がオープンされる。
マルチプレイ
画面分割で、2～4人でレースを行う対戦モード。
LAN
家庭内LAN対戦で、2～4人でレースを行う対戦モード。ブロードバンドアダプタを装着したゲームキューブでLANを構成し、2～4台のテレビ・ゲームキューブ・『テン・エイティ シルバーストーム』ディスクがあれば遊ぶことができる。インターネットを経由した通信プレイはできない。

### ルール
パワーメーター
前作にはなかった要素。トリックを決めるとパワーメーターが溜まり、満タンになるとライバルを転倒させたり、自分が転倒したときに即座に体制を立て直したりすることができる。スラロームモードには適用されない。
ダメージメーター
前作にはなかった要素。スタート時に数目盛り与えられ、転倒する度に目盛りが1つ減る。目盛りが全て無くなるとリアイア。スラロームモードには適用されない。

## 内容

### キャラクター
次のキャラクターの他にも隠れキャラクターが存在する。
リッキー・ウインターボーン
カナダ国籍の男性。年齢は18歳。前作に続き登場。『ウェーブレース ブルーストーム』にも登場している。ジャンプ力が強い。
アカリ・ハヤミ
日本国籍の女性。年齢は19歳。前作に続き登場。『ウェーブレース ブルーストーム』にも登場している。前作とは異なり名前の表記が全て片仮名になった。『ウェーブレース』シリーズに登場している速水涼太の妹。ターン能力に優れている。
ラウル・アルバラード
メキシコ国籍の男性。年齢は21歳。滑走スピードが速い。海外版では名前が「ケメン・バスケス（Kemen Vazquez）」に、国籍がチリになっている。
タラ・ハンター
アメリカ合衆国国籍の女性。年齢は22歳。加速力に優れている。「ヒップ・ホップの女神」と呼ばれている。
ロブ・ヘイウッド
アメリカ合衆国国籍の男性。年齢は23歳。前作に続き登場。『ウェーブレース ブルーストーム』にも登場している。バランスが良い。

## 使用楽曲
ハードコア・パンクやポスト・グランジの楽曲を中心に、計38曲が収録されている。オプションメニューでは、コータライズの楽曲『Choke』のミュージック・ビデオを視聴することができる。
- フィンガー・イレヴン – "Good Times", "Other Light", "Conversations"
- コータライズ – "Killing Me", "Choke"
- ボーイセッツファイア – "Handful of Redemption", "Rookie"
- シーザー – "Fine Again"
- ソケットゼロ – "Point A", "Friendly Fire", "Pretty Neat", "Slurp Slurp", "Yuiop", "Pear Spawn", "Drop", "Gated Baby"
- スクイッド – "A Matter of Time", "Small Drift", "Don't Stop Now", "Slip Away", "7 8 9", "Just Like That", "At the Kiosk", "Ten Men", "Girls's Got a Gun"
- B711 – "Hoax",  "Re; Union", "GFDs", "Never Even Knew", "Kill Kill Kill", "Beat Me Beat Me", "Ocho"
- JP – "Buttah", "Nachos!", "Osmo", "Get Off", "Freeze", "Thumpr"